# Drakensang : L'Œil noir
Drakensang : L'Œil noir est un jeu vidéo de rôle sur PC sorti le 31 juillet 2008 en Autriche, en Suisse et en Allemagne, et le 27 mars 2009 en France. Développé par Radon Labs, il est édité en Allemagne par dtp entertainment, dans le reste de l'Europe par Eidos et aux États-Unis par THQ.
Appartenant à la catégorie des jeux de rôle et d'aventure, il se base sur les règles de la 4e édition de L'Œil noir, et se déroule dans l'univers correspondant : l'Aventurie, principal continent du monde de Dère.

## Synopsis
Dans un monde dominé par les ténèbres, les forces du mal ont pris d'assaut la ville de Ferdok. Répondant à la lettre de supplique de l'un de vos vieux amis, vous vous retrouvez plongé au cœur d'une série de meurtres aux rituels étranges. Votre quête destinée à découvrir l'origine de ces actes sacrilèges vous conduira, après maints périls, au cœur d'un plan aussi sinistre que diabolique.

## Suites
Après un succès critique et commercial, Drakensang : L'Œil noir est suivi par Drakensang: The River of Time (Drakensang: Am Fluss der Zeit) en 2010. Cette préquelle sort le 11 octobre 2010 en France.
Après le rachat de Radon Labs en 2010 par Bigpoints, ce dernier annonce la création d'un Drakensang 3 pour l'année suivante. C'est finalement un jeu de rôle en ligne massivement multijoueur en hack 'n' slash qui sort en 2011, Drakensang Online.